# Gens Abudia
La gens Abudia es una gens de la antigua Roma, conocida por un solo personaje, Abudio Rusón, uno de los delatores (acusadores) contra Cneo Cornelio Léntulo Getúlico, en el siglo I. Abudio fue un antiguo edil que comandó una legión que se encontraba al mando de Getúlico, en la Germania Superior. Él mismo fue condenado y expulsado de Roma tras el fracaso de la acusación. Parece haber acusado a Getúlico por algún tipo de chantaje. Es posible que Rusón hubiera intentado denunciar a Getúlico para desposar a su hija con el hijo de Sejano.